# Myrmarachne nubilis
Myrmarachne nubilis là một loài nhện trong họ Salticidae.
Loài này thuộc chi Myrmarachne. Myrmarachne nubilis được Fred R. Wanless miêu tả năm 1978.